# Emmanuel Van der Linden d'Hooghvorst
Emmanuel Van der Linden barone di Hooghvorst (Bruxelles, 7 giugno 1781 – Bruxelles, 15 aprile 1866) è stato un generale e politico belga.
Tendenzialmente cattolico, ha ricoperto un ruolo importante durante la rivoluzione belga. È stato fratello di Joseph van der Linden d'Hooghvorst e sindaco di Meise tra il 1807 e il 1866. In questo comune viene ricordato per la sua generosità (ha fatto pavimentare le strade a proprie spese e partecipato finanziariamente alla ricostruzione del comune dopo un incendio avvenuto nel 1826).

## Biografia

### Ruolo durante la rivoluzione
È stato un grande proprietario terriero, conservateur des Eaux et Forêts (conservatore di acque e foreste, titolo amministrativo) e membro degli Stati del Brabante meridionale. Dopo l'insurrezione di Bruxelles del 25 agosto 1830 viene contattato già il giorno seguente per mettersi al comando della milizia borghese costituita per ristabilire l'ordine in città. Poiché si trova al di fuori della città, ha la possibilità di assumere l'incarico solo il 27, dopo il rifiuto di un altro candidato, F. Basse. Al comando di questa milizia tenta di riconciliare il punto di vista dei borghesi di Bruxelles con quello delle autorità olandesi.
Così, la mattina del 28 agosto informa il ministro dell'Interno, Pierre Van Gobbelschroy, e il governatore del Brabante meridionale, Hyacinthe van der Fosse, dell'intenzione dei borghesi di inviare un deputato presso il re al fine di esprimergli le proprie rimostranze. I due, però, non sono favorevoli a questo progetto. Nel pomeriggio dello stesso giorno Hooghvorst dissuade il generale De Bijlandt dal fare giungere dei rinforzi spiegando che l'arrivo di truppe agiterebbe il popolo impedendo alla milizia borghese di poter assicurare il mantenimento dell'ordine.
Il 31 mattina il principe d'Orange lo convoca a Vilvoorde, dove stazionano le sue truppe, a una riunione di tutte le autorità presenti a Bruxelles. Lui accetta, ma si fa accompagnare da altri membri della milizia borghese: Jacques Vander Smissen, Hotton, Louis Van der Burch, Sylvain Van de Weyer e Nicolas Rouppe. Scioccato dalle loro tenute e dai colori del Brabante che portano, il principe li fa attendere tre quarti d'ora prima di riceverli. Quando, finalmente, decide di incontrarli riconosce gli sforzi della milizia per il mantenimento dell'ordine, ma gli rimprovera di non rispettare le leggi e l'autorità e di indossare dei colori faziosi. Hooghvorst gli risponde che la milizia borghese aveva agito in quel modo al solo scopo di mantenere l'ordine e che gli atteggiamenti "ribelli" erano indispensabili per far sì che il popolo non le si rivoltasse contro. Successivamente avanza la richiesta di concessioni politiche che calmino gli animi. Il principe Guglielmo gli risponde che non sarà accordata alcuna concessione se i colori del Brabante non saranno abbandonati e non gli sarà data la possibilità di entrare a Bruxelles con le sue truppe. A queste condizioni si dichiara pronto a concedere un'amnistia. Quindi, li congeda lasciandogli un giorno per prendere una decisione. In serata, una nuova delegazione della milizia borghese convince il principe a entrare a Bruxelles il giorno dopo senza le sue truppe, sotto la protezione della milizia, e senza esigere il ritiro dei colori del Brabante.
Il 1º settembre intorno alle 13:00 Hooghvorst accoglie il principe presso la porta di Laeken e lo conduce all'interno di Bruxelles tra una folla ostile. La mattina presto del 3 settembre Hooghvorst viene ricevuto dal principe nel suo palazzo di Bruxelles dove ripropone le sue richieste di concessioni politiche, insiste sul fatto che la milizia borghese non potrà contenere il popolo all'infinito. Torna al palazzo intorno alle 10:00, accompagnato da tutto il suo stato maggiore per chiedere al principe di lasciare la città per la propria sicurezza poiché la milizia non riesce più a mantenere l'ordine pubblico. La delegazione pretende inoltre che avanzi presso il padre la richiesta di separazione immediata delle province del Sud. Il principe finisce per accettare questa missione dopo aver fatto promettere ai borghesi di rimanere fedeli al casato dei Nassau e di riprendere non appena possibile i colori orangisti. Hooghvorst fa allora immediatamente redigere un proclama che annuncia che il principe sta facendo ritorno presso il padre per intercedere in favore della causa separatista.
L'8 settembre, temendo la presa e la diminuzione della sicurezza a Bruxelles, fa pubblicare un proclama che invita le altre regioni del paese a mettere fine all'afflusso di volontari verso Bruxelles.
L'11 settembre la reggenza e la milizia borghese si accordano al fine di creare una commissione di sicurezza pubblica. La milizia borghese le assegna l'obiettivo, tra gli altri, di "fare trionfare il principio di separazione tra il Nord e il Mezzogiorno", ma la reggenza insiste per precisare che questo obiettivo deve essere perseguito per "vie legali". Hooghvorst interviene allora presso la reggenza minacciando che la milizia borghese abbandoni il proprio servizio spingendola, così, a cedere.
Il 19 settembre il consiglio della milizia borghese condanna attraverso un proclama le spedizioni fuori Bruxelles di alcuni volontari di Liegi.  Questo proclama viene bruciato dal popolo e in serata dei volontari di Liegi invadono il palazzo comunale, nel quale si trovavano Hooghvorst e altri membri della milizia borghese. Per placare gli animi Hooghvorst appone la bandiera di Liegi sul balcone del palazzo comunale.
Il 20 settembre, dopo che il popolo ha invaso il palazzo comunale e disarmato una parte della milizia borghese, Hooghvorst si mette alla testa di ciò che rimane della milizia e a Place de la Monnaie le sue truppe incontrano il popolo armato. Parlamenta e riesce ad evitare lo scontro, soprattutto distribuendo delle armi. Il 21 settembre mattina riunisce nel palazzo comunale i capi delle sezioni della milizia borghese e i comandanti dei corpi volontari costituiti il giorno precedente dal popolo. Annuncia che rifiuta di comandare la milizia per difendere la città, preferendo relegare il suo ruolo al mantenimento dell'ordine. Richiede quindi di designare un capo militare. Viene così designato dall'assemblea come comandante e convocato Auguste Van der Meere. Al suo arrivo Hooghvorst lo presenta alle truppe. In serata, rimasto presso il palazzo comunale, riceve il proclama del principe Federico d'Orange-Nassau che annuncia l'ingresso delle proprie truppe a Bruxelles e un'assoluzione generale, minacciando però sanzioni per coloro che resisteranno. Rinuncia all'affissione pubblica, ma cerca di informare i capi della milizia borghese. La maggior parte di questi non risulta, però, rintracciabile e, quindi, per non essere considerato responsabile di un'eventuale resistenza della città risponde al principe di non considerarsi più capo della milizia.
Il 22 settembre rimane presso il palazzo comunale e partecipa alla discussione sull'atteggiamento da adottare con i principali notabili rimasti in città. Alla fine, viene deciso di inviare una controproposta al principe Federico.
Hooghvorst lascia allora il palazzo comunale per farvi ritorno il 23 settembre sera, quando viene organizzata una commissione provvisoria per l'ordine pubblico che porterà avanti delle negoziazioni con il principe Federico. Quella notte viene quindi inviato in delegazione presso il principe per richiedere il ritiro delle truppe, l'amnistia, lo scambio di prigionieri e l'indizione della riunione degli Stati generali presso una città del Sud. Il principe rifiuta tali condizioni. Il 24 settembre mattina viene eletto membro della commissione amministrativa provvisoria, al fianco di Charles Rogier e André Jolly. Hooghvorst fa nominare segretari Joseph Vander Linden e Feuillien de Coppin. Quella notte viene nuovamente inviato, con una delegazione di cui fanno parte anche Delfosse e Pourbaix, presso il principe Federico, ma questi continua a rifiutare il ritiro delle truppe ed esige inoltre la partenza dei volontari estranei alla città. Il 25 settembre il principe invia per due volte un messaggio a Hooghvorst pregandolo di raggiungerlo per negoziare, ma Rogier si oppone all'incontro. La commissione amministrativa richiede allora come condizione necessaria al proseguimento delle negoziazioni la partenza delle truppe e il principe finisce per cedere chiedendo in cambio la cessazione dei combattimento e l'inizio delle negoziazioni volte a ristabilire l'ordine. La commissione rifiuta, però, questa offerta.
Il 28 settembre sera la commissione amministrativa, divenuta nel frattempo il governo provvisorio, forma un comitato centrale al quale delega i propri poteri. Hooghvorst non ne fa parte.
Nel marzo 1831 Hooghvorst entra nel partito orangista e appoggia la candidatura del principe Guglielmo d'Orange al trono del Belgio. Viene eletto membro supplente del Congresso nazionale. Il 31 dicembre 1830 il Congresso lo nomina generale capo a vita delle guardie civiche del reame. È stato sindaco di Meise e in seguito del comune di Wolvertem, di cui ricostruisce la chiesa nel 1834. Fa anche costruire la chiesa di Nieuwenrode. Meise ha eretto una statua in suo onore.

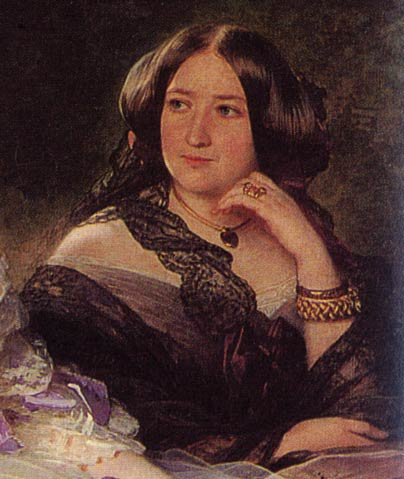
Pauline Van der Linden d'Hooghvorst, Winterhalter, estratto da L'Impératrice Eugénie et ses dames d'honneur, 1855.

Nel 1834 la più giovane delle sue figlie, Pauline (1814-1867), dama d'onore dell'imperatrice Eugenia, sposa Napoléon Maret, duca di Bassano. Muore presso il castello di Meysse (sic) il 9 dicembre all'età di 53 anni.
Hooghvorst è stato decorato della Croce di ferro ed è commendatore dell'ordine di Leopoldo.